# Ladson
Ladson est une census-designated place américaine située à cheval sur les comtés de Berkeley, Charleston et Dorchester dans l’État de Caroline du Sud.

## Démographie
| 2000   | 2010   | - | - | - | - |
| ------ | ------ | - | - | - | - |
| 10 347 | 13 790 | - | - | - | - |

## Traduction
- (en) Cet article est partiellement ou en totalité issu de l’article de Wikipédia en anglais intitulé « Ladson, South Carolina » (voir la liste des auteurs).